# Macrolinus medogensis
Macrolinus medogensis is een keversoort uit de familie Passalidae. De wetenschappelijke naam van de soort is voor het eerst geldig gepubliceerd in 1981 door Zang.